# ويليام جورج موليغان
ويليام جورج موليغان هو سياسي كندي، ولد في 10 فبراير 1856، وتوفي في 5 أكتوبر 1942.